# غوت
غُوت باي نورنبرغ (بالألمانية: Roth, Bavaria) هي بَلدَة في مِنطَقَة غُوت في وِلاَية باڤارِيا في جُمهُوريَّة أَلمَانيَا الاِتّحاديّة.

## المدن التوأمة
مدن راسيبورز، أوبافا وريغن هي مدن توأمة لغُوت باي نورنبرغ.

## أعلام
- باتريك لانج
- ميشايل هاينلوت
- هيني مولر
- كريستيان إيغلر